# K League 1991
La Liga de Fútbol Profesional de Corea 1991 fue la 9.ª temporada de la K League. Contó con la participación de seis equipos. El torneo comenzó el 30 de marzo y terminó el 3 de noviembre de 1991. Cabe destacar que Lucky-Goldstar Hwangso pasó a competir oficialmente bajo la denominación de LG Cheetahs.
El campeón fue Daewoo Royals. Por otra parte, salió subcampeón Hyundai Horang-i.

## Reglamento de juego
El torneo se disputó en un formato de todos contra todos a cuádruple ida y vuelta, de manera tal que cada equipo debió jugar cuatro partidos de local y cuatro de visitante contra sus otros cinco contrincantes. Una victoria se puntuaba con dos unidades, mientras que el empate valía un punto y la derrota, ninguno.
Para desempatar se utilizaron los siguientes criterios:
1. Puntos
2. Diferencia de goles
3. Goles anotados
4. Resultados entre los equipos en cuestión

## Tabla de posiciones
| Pos. | Equipo            | Pts. | PJ | G  | E  | P  | GF | GC | Dif. | Clasificación |
| ---- | ----------------- | ---- | -- | -- | -- | -- | -- | -- | ---- | ------------- |
| 1    | Daewoo Royals (C) | 69   | 40 | 17 | 18 | 5  | 49 | 32 | +17  | Campeón       |
| 2    | Hyundai Horang-i  | 55   | 40 | 13 | 16 | 11 | 36 | 34 | +2   |               |
| 3    | POSCO Atoms       | 51   | 40 | 12 | 15 | 13 | 46 | 47 | −1   |               |
| 4    | Yukong Elephants  | 47   | 40 | 10 | 17 | 13 | 38 | 40 | −2   |               |
| 5    | Ilhwa Chunma      | 50   | 40 | 13 | 11 | 16 | 56 | 63 | −7   |               |
| 6    | LG Cheetahs       | 42   | 40 | 9  | 15 | 16 | 44 | 53 | −9   |               |

 Fuente: South Korea 1991

## Campeón
|                                   |
|                                   |
| Campeón Daewoo Royals 3.er título |